# Svarthalsad sångare
Svarthalsad sångare (Oreolais pulcher) är en fågel i familjen cistikolor inom ordningen tättingar.

## Utseende och läte
Svarthalsad sångare är en slank och praktfull cistikola med lång stjärt. Ovansidan är grå, undersidan mestadels vit med ett svart bröstband och roströda flanker. Någon överlappning i utbredningsområdet med ruwenzorisångaren har inte noterats. Denna har också beigefärgad snarare än vit strupe och saknar vitt i stjärten. Bland lätena hörs ett ringande "svink" och ett mörkare "veet", båda ofta avgivna i duett av paret.

## Utbredning och systematik
Svarthalsad sångare delas in i två underarter med följande utbredning:
- Oreolais pulcher pulcher – förekommer i sydöstra Nigeria och Kamerun samt i södra Sydsudan, höglänta områden i östra Demokratiska republiken Kongo, sydöstra Uganda och Kenya
- Oreolais pulcher murphyi – förekommer i östligaste Kongo-Kinshasa (Marungu Plateau)

### Släktestillhörighet
Tidigare placerades den i Apalis, men DNA-studier visar att svarthalsad sångare endast är avlägset släkt.

## Levnadssätt
Svarthalsad sångare hittas i undervegetation och i skogsbryn i bergsskogar. Den ses vanligen i par eller smågrupper, ofta i kringvandrande artblandade flockar.

## Status och hot
Arten har ett stort utbredningsområde, men tros minska i antal, dock inte tillräckligt kraftigt för att den ska betraktas som hotad. Internationella naturvårdsunionen IUCN listar arten som livskraftig (LC). Världspopulationen har inte uppskattats men den beskrivs som ovanlig till lokalt vanlig.